# Adalberone di Laon
Adalberone di Laon, conosciuto anche come Ascelino o Assellino (950 circa – Laon, 27 gennaio 1030 o 1031 circa) è stato un vescovo cattolico e poeta francese, autore di componimenti di natura politica, satirica, teologica in lingua latina.
Il suo scritto più importante è il Carmen ad Rodbertum regem ('carme per il re Roberto', redatto tra il 1027 e il 1031), un poemetto in latino in forma dialogica, indirizzato al re dei Franchi Roberto II il Pio, all'interno del quale si attacca la secolarizzazione dei costumi cluniacensi e si delinea la tripartizione della società feudale in tre categorie fisse, immutabili: coloro che pregano (oratores), coloro che combattono (bellatores) e coloro che lavorano (laboratores).
Adalberone ebbe inoltre una notevole influenza nelle lotte riguardanti il passaggio dinastico dalla casata dei Carolingi a quella dei Capetingi.

## Biografia

### Dalla formazione alla nomina a vescovo di Laon
Adalberone nacque attorno al 950 dalla grande e nobile casata delle Ardenne, figlio del conte Regnier discendente di Widricus/Wigerich e della consorte di stirpe carolingia nonché nipote del vescovo di Reims, anch'egli di nome Adalberone. Si hanno notizie incerte circa gli anni della sua formazione, ma è possibile dedurre che abbia percorso il medesimo cursus honorum dei parenti per tanto dapprima si sarebbe formato a Metz o a Liège, avrebbe poi continuato i suoi studi presso Gorze, per terminarli presso Reims fino al 974 circa.
A Reims Adalberone ebbe sicuramente modo di conoscere Gerberto di Aurillac, con il quale intrecciò un rapporto di amicizia. Concluso il proprio percorso di studi, Adalberone entrò nelle grazie di re Lotario IV, divenendone cancelliere nel 974, e fu investito in giovane età come vescovo di Laon, il 16 gennaio 977, con molta probabilità grazie alla spinta dello zio, vescovo di Reims.
Adalberone di Laon operò politicamente e a livello diplomatico in un'epoca di transizione dinastica, della quale in parte anch'egli fu responsabile, giocando abilmente il proprio ruolo di uomo di potere in una scacchiera regolata da equilibri oltremodo delicati. Durante la sua breve carriera da cancelliere si guadagnò la fiducia di re Lotario, l'affetto della di lui consorte Emma d'Italia, e l'inimicizia implacabile di Carlo di Bassa Lorena, fratello di Lotario. Nell'ambito di questa rete di relazioni si sviluppò gran parte dell'operato politico di Adalberone.

### L'accusa di adulterio
Adalberone venne accusato da Carlo di Bassa Lorena di essersi macchiato di adulterio con la regina Emma d'Italia, moglie di Lotario IV. Si dovette così ricorrere a un concilio, tenutosi presso Saint-Macre, che di fatto sarebbe stato architettato al solo scopo di riabilitare la reputazione di Adalberone. Certamente le circostanze volgevano a favore dell'imputato, in quanto era suo zio in persona a presiedere la giuria. L'unico documento conservato che testimonia l'atto del processo è stato interrotto laddove sarebbe stato riportato il verdetto, ma visto che Adalberone continuò ad esercitare la carica di vescovo fino alla morte, si hanno buone ragioni per supporre che l'accusa fosse totalmente infondata e che quindi egli sia stato assolto.
In quell'epoca la situazione politica era in continua evoluzione: i già fragili equilibri della situazione politica in Francia vacillarono quando re Lotario IV morì, nel 986, e gli succedette il figlio Luigi, nato dalla consorte Emma d'Italia. Il giovane sovrano fu incoronato nel giugno del 979, ma assunse il potere effettivo nel 987, all'età di venti anni, un anno dopo la morte del padre. L'inesperienza del monarca, data dalla sua giovane età, e la brevità del suo regno, durato solo un anno, nel corso del quale non realizzò nulla di particolarmente rilevante, gli valsero il soprannome di "Fannullone". Egli fu una debole pedina tra le lotte di due dinastie: quella dei Robertingi e quella degli Ottoni, imperatori del Sacro Romano Impero e difensori di Roma. L'equilibrio politico si sgretolò del tutto quando il sovrano morì prematuramente il 21 maggio 987.

### Le lotte dinastiche tra Carolingi e Capetingi
Luigi V morì senza lasciare eredi legittimi, così si accesero aspre lotte per la successione al trono: da un lato vi era Carlo di Bassa Lorena, primo in linea dinastica, in quanto fratello di Lotario IV e quindi zio paterno di Luigi V. Il secondo pretendente al trono fu Ugo Capeto, nipote dell'Imperatore Ottone I, alleato con Adalberone vescovo di Reims, zio dell'omonimo vescovo di Laon, nonché duca dei Franchi, conte di Parigi e marchese di Neustria. Durante un'assemblea presso Senlis, per eleggere il nuovo re, Adalberone, con il supporto di Gerberto di Aurillac, attaccò Carlo, considerandolo inadatto a ricoprire il ruolo di monarca, perché al servizio di un re straniero, Ottone II, e per aver sposato una donna di rango inferiore, alla quale era preclusa quindi la possibilità di diventare regina. Ugo Capeto fu così proclamato e incoronato re presso Noyon, il 3 luglio 987, e il 30 dicembre del medesimo anno associò al trono il figlio, Roberto, a seguito di una cerimonia tenutasi a Orléans.

### Lo stallo tra le casate e l'intervento decisivo di Adalberone
Carlo di Bassa Lorena non accettò la salita al trono di Ugo Capeto e del figlio Roberto, ritenuto valido e preparato stratega di eccessiva ambizione politica, così diede loro battaglia, prendendo possesso dapprima della città di Laon, incarcerando Adalberone nel maggio 988, e in seguito anche di Reims. Si venne così a creare una situazione di forte stallo tra Carolingi e Capetingi, dal momento che nessuna delle due fazioni riusciva a prevalere. Lo scioglimento si ebbe a due anni dall'inizio degli scontri, quando entrò in gioco proprio Adalberone, che una volta evaso si era di nuovo rifugiato presso Ugo Capeto. Il vescovo, per poter ridurre i Carolingi sotto scacco, finse di allearsi con Carlo stesso, invitandolo con il nipote Arnolfo presso Laon, per giurargli fedeltà. Adalberone tenne così prigionieri Carlo e Arnolfo e, il Lunedì dell'Angelo 991, li consegnò a Ugo Capeto, che si assicurò così il mantenimento stabile del trono per sé e per suo figlio Roberto. Con la morte di Carlo, avvenuta tra il 991 e il 992, si estinse la dinastia dei Carolingi.

### La personalità di Adalberone
A seguito della rottura dello stallo tra Carolingi e Capetingi, ottenuta di fatto con un doppio gioco, Adalberone si guadagnò la fama di traditor vetulus tra gli scrittori suoi coevi e successivi. L'avversione contro tale personaggio emerge specialmente da parte di Richerio di Reims, il quale accosta Adalberone addirittura a Giuda Iscariota e a una figura demoniaca. Richerio è la fonte di ulteriori vicissitudini che proiettano sulla figura di Adalberone una luce ben poco positiva: infatti non solo lo incolpa di aver intrecciato una liaison amorosa con Emma d'Italia, ma lo rimprovera anche di avere congiurato, con Ottone III e i vescovi tedeschi, proprio contro re Ugo Capeto. Tuttavia le testimonianze a lui ostili di Richerio, a cui si accompagnano diverse lettere personali di Gerberto di Aurillac, si arrestano al termine del X secolo, e a esse subentrano delle fonti di diversa provenienza. Il vescovo di Laon non si accattivò la benevolenza e le simpatie degli storici nemmeno nell'XI secolo: venne infatti etichettato con epiteti negativi a causa della posizione da lui assunta, che andava contro il monachesimo cluniacense, e risultò addirittura accusato di aver compiuto atti di sottrazione di denaro elargito per fini caritatevoli, di cui non esiste testimonianza reale. La critica cui fu esposto derivò dalla posizione esplicita espressa nella sua opera più celebre: il Carmen ad Rotbertum regem. Risulta necessario affermare che, anche in questo caso, gli storici tendono ad attribuire al carattere e alla moralità di un personaggio dei fenomeni che andrebbero altresì considerati alla luce di complesse concatenazioni di eventi.

### Gli ultimi anni di vita e la morte
Adalberone condusse un episcopato di quasi mezzo secolo, durante il quale visse in modo attivo e militante le vicende politiche del tempo. Nemmeno gli ultimi anni della sua esistenza furono tranquilli: nel 1029 Adalberone voleva pilotare l'elezione del proprio successore, che aveva identificato nella persona di Guirdo, nipote del vescovo Beroldo di Soissons. Tuttavia molti si opposero a questa sua volontà, in quanto nessun vescovo poteva rivendicare il diritto di scegliere il proprio successore. Ad ogni modo egli fallì nel proprio intento: Guirdo non gli succedette al soglio vescovile. Adalberone, uomo controverso, arrivista, talvolta manipolatore, ma più di chiunque altro distintosi nella grande scacchiera del potere, morì a Laon il 27 gennaio di un anno che oscilla tra il 1030 e il 1031.

## Le opere
Adalberone non si limitò a militare nelle vicissitudini politiche e dinastiche dell'epoca: infatti compose opere di varia natura.

### Le opere secondarie

#### De summa Fidei[34]
Adalberone redasse un componimento poetico di carattere teologico-cerimoniale, intitolato De summa Fidei, che dedicò a Re Roberto II il Pio. Si tratta di un dialogo allegorico tra il vescovo e la personificazione della Fede, che va a delineare i principali misteri da cui è costituita, in particolare il dogma della Trinità.
L'opera è trasmessa nel manoscritto: Valenciennes, Bibliothèque Municipale, ms. 356, sec. XI.

#### Epistola Fulconi Ambianensi episcopo sub dialogo directa[36]
Tra le opere secondarie è anche annoverata una lettera indirizzata al vescovo Foulques d'Amiens, con cui l'autore immagina di confrontarsi circa le tribolazioni vissute da un mulo incapace. Il testo potrebbe essere legato alla scuola di Gerberto, nonché alla dottrina di Boezio e di Marziano Capella. Il contenuto dell'epistola è di spiccato carattere buffonesco, e non è altro che un esercizio scolastico, atto alla risoluzione del maggior numero di sillogismi. È possibile dedurre che il testo abbia avuto un certo successo, grazie al numero di copie pervenute sino ad oggi.
L'opera è trasmessa nei manoscritti:
- Città del Vaticano, Biblioteca Apostolica Vaticana, Reg. lat. 596, ff. 32v-35v, sec. X;
- Orléans, Médiathèque (olim Bibliothèque Municipale) 192 (169), ms. 192, f. 45r-v, sec. X;
- Valenciennes, Bibliothèque Municipale, ms. 354, ff. 131-135 in fine, sec XI;
- München, Bayerische Staatsbibliothek, Clm 14272, ff. 182v-183r, sec. XI;
- Bruxelles, Koninklijke Bibliotheek van België, 5439-43 (2939), ff. 92va-93rb, sec XI;
- München, Bayerische Staatsbibliothek, Clm 331, primo quarto, ff. 38r-39r, sec. XII.[senza fonte]

#### Rhytmus satiricus adversus Landericum Nivernensem comitem[39]
Il Rhytmus satiricus è un'opera sempre di carattere dialettico, indirizzata contro Landri de Nevers, forse databile tra marzo e ottobre 996. In essa si evince ancora la tendenza ai giochi di parole marcatamente costruiti attorno alla figura retorica dell'allusione, caratterizzati da uno stile ellittico, mirato più all'effetto ritmico che alla chiarezza espressiva. L'opera ha come contenuto la satira politica contro la condotta cluniacense, che sarà poi trattata in modo più ampio da Adalberone nella sua opera più celebre, il Carmen ad Rotbertum regem.
Mabillon ha pubblicato l'opera basandosi su un manoscritto di Beauvais scoperto dal canonico Geoffri Humann. Non è stato possibile rintracciare questo modello e si può utilizzare solo l'edizione data da Mabillon nei suoi Analecta vetera (t. III, p. 533; nova editio, pp. 366–367), e riprodotta dai continuatori di Bouquet (t X, pagg. 93-94).

### L'opera principale: ilCarmen ad Rotbertum regem[43]
In età avanzata Adalberone scrisse la propria opera più celebre, conosciuta con il titolo di Carmen ad Rotbertum regem, redatta tra il 1027 e il 1031. Si tratta di un dialogo latino in esametri tra il vescovo e il re Roberto II (996-1031), diviso in più sezioni, considerato il testamento politico dell'autore. Il tema principale che si delinea è lo schema trifunzionale di una società utopisticamente funzionante, che si inserisce nel solco di un'aspra critica contro l'ordine cluniacense.
L'opera è trasmessa nel manoscritto: Paris, Bibliothèque nationale de France, lat. 14192, ff. 32v-43r, sec. XII.

#### Il contesto in cui si inserisce l'opera
Il Carmen viene scritto da Adalberone in un momento di crisi della monarchia, attorno al 1025: se da un lato il sovrano non godeva più del sostegno di nobili e vescovi, dall'altro i legami familiari e il vassallaggio giungevano in primo piano. Inoltre a quei tempi era in crescita l'influenza dei cluniacensi che si appoggiavano al papato e l'abate Odilone di Cluny godeva di immunità e gestiva il potere temporale, oltre che quello spirituale. Tutto ciò era inconcepibile per Adalberone, che paragonò tale contesto all'immagine del "mondo sottosopra", ben nota nella sua epoca. Nel dialogo il vescovo esorta quindi il re Roberto a ristabilire un equilibrio, seguendo il "naturale" e "divino" ordine tripartito della società. Adalberone però sa bene che il sovrano non gli avrebbe dato ascolto, pertanto si limita a ridere di ciò che sta accadendo, gettando così un ultimo sguardo critico verso una società dalla quale non si aspetta più nulla.

#### Struttura e analisi dell'opera
Il Carme inizia con le lodi di Adalberone indirizzate al sovrano e, in seguito, la prima battuta del vescovo si apre in medias res: "Sono chiari gli scritti: quelli che ci tramandano i celebri Crotoniati. Questo è il loro titolo: legge antichissima. Essi insegnano che sia ottenuto con la forza ciò che volontariamente viene negato, e che, se piace all'impero, venga trasformato nell'ordine". Il termine "crotoniati" inerisce ai cluniacensi, in questa sede attaccati da Adalberone, in quanto desiderosi di effettuare una sovversione dell'ordine sociale che avrebbe condotto il mondo alla rovina, con il loro comportamento e i loro scritti. Anche la seconda sezione dell'opera ha come oggetto la demonizzazione della degenerazione del monachesimo cluniacense che, tra X e XI secolo, procedeva sempre più nel solco di una laicizzazione dei costumi. In particolar modo l'attacco è rivolto contro l'abate Odilone di Cluny (994-1048), il quale avrebbe traviato il personaggio fittizio del monaco che, recatosi proprio presso Cluny, ne sarebbe ritornato abbigliato da soldato e desideroso di moglie e figli. L'accostamento del monaco a un soldato è significativo: i monaci si autodefinivano come una militia di Dio, ma Adalberone afferma che dall'XI secolo i cluniacensi abbiano travisato tale concezione, intromettendosi nelle attività degli altri status, immischiandosi nella vita mondana e superando i vincoli della loro attività ecclesiastica. Di grande interesse è di certo la terza sezione del dialogo, la più corposa, in cui si espone al sovrano il modello della società trifunzionale, opposta di conseguenza al mondo disordinato che la condotta dei cluniacensi andava propugnando. I versi dal 297 al 301 esprimono in breve, ma efficacemente, la struttura della società proposta dal vescovo di Laon: "Tripartita, dunque, è la casa di Dio, che invece è creduta una: quaggiù alcuni pregano, altri combattono, altri ancora lavorano; le tre componenti coesistono e non sopportano di essere divise. Così sull'ufficio dell'una poggia l'opera delle altre due, ciascuna a sua volta recando sollievo a tutte le altre". Nella quarta parte del poemetto Adalberone esorta ulteriormente il sovrano, reticente, affinché si mobiliti per poter mettere in atto la costruzione di tale società. Ciò funge da preambolo alla parte conclusiva del Carme in cui non solo si esaltano la dinastia dei Carolingi e il regnum Francorum, ma si ha la presentazione da parte del vescovo del progetto di riforma dell'assetto ecclesiastico e politico secondo cui ogni individuo dovrebbe adempiere ai propri doveri, in base a un ruolo ben definito. Tuttavia tali proposte vengono smontate dal sovrano con una pungente ironia, chiaro attacco satirico da parte del vescovo nei confronti del monarca.

#### La società trifunzionale
Il concetto di società trifunzionale non è stato proposto ex novo da Adalberone, ma era già presente e ben radicato nella società del tempo. Nel poemetto il vescovo di Laon ne propone una sistematizzazione. La società utopistica propugnata è delineata come tripartita per rispecchiare il mistero dell'unità e della trinità di Dio nel suo creato; risulta però necessario affermare che le classificazioni in cui ricadono gli individui sono sostanzialmente due: quella degli uomini che conducono una vita contemplativa, gli oratores, e quella degli uomini che svolgono attivamente delle opere con riscontro pratico, i bellatores e i laboratores. La società cristiana sarebbe quindi perfettamente organizzata e funzionante, a patto che tali "ingranaggi" operino in armonia reciproca e complementare, senza mai confluire in un ceto diverso dal proprio. Coloro che conducono una vita contemplativa debbono assumersi l'onere di gestire il rapporto di tutta l'umanità con Dio, preparando gli individui alla vita ultraterrena, che sarebbe altrimenti loro preclusa. Chi combatte, invece, ha il compito di difendere la società dalle ingiustizie e dai soprusi; da ultimo i laboratores conferiscono sostentamento a tutti i ceti, grazie al proprio lavoro.

#### Lo stile di Adalberone
Si può osservare come nelle opere del vescovo vi sia uno spiccato virtuosismo che va a incorniciare la satira, sostenuto dalla profonda conoscenza del latino da parte di Adalberone. Tali caratteristiche resero gli scritti del vescovo molto apprezzati anche nel XII secolo. Lo stile dell'autore viaggia su vari binari: retorico, satirico, teologico e logico-buffonesco, e ciò rimanda allo spirito e alla tradizione della scuola di Reims. Adalberone, nonostante la carica episcopale e il proprio incisivo operato politico (non sempre ortodosso), non si è dopotutto distaccato dal ricordo della gioventù, legato agli anni della formazione, esprimendo un forte gusto per il ritmo e per i giochi di parole.

## Genealogia episcopale
La genealogia episcopale è:
- Cardinale Adalberone di Reims, O.S.B.
- Vescovo Adalberone di Laon